# Чемліт
Чемліт — народний чоловічий верхній одяг з тонкого білого сукна, з талією, зібраний ззаду. 
Характерний виложистим коміром та манжетами, обшитими чорним оксамитом, інколи вишиті барвистими вовняними нитками. 
Був відомим серед селян Київської губернії. Спочатку чемліти були переважно жіночим одягом.